# 가평경찰서
가평경찰서 (加平警察署, Gapyeong Police Station)는 경기도북부경찰청이 관할하는 경찰서 중 하나이다. 경기도 가평군 일대를 관할한다. 경기도 가평군 가평읍 가화로 61에 위치하고 있다.
그것이 알고 싶다에서 다룬 염순덕 피살 사건의 수사과정에 대해 조작과 은폐를 한 혐의를 받고있는 이경위(방송상 가명)가 근무중이다.
서장은 총경으로 보한다.

## 기본 정보
- 주소: 경기도 가평군 가평읍 가화로 61
- 우편번호: 12420

## 관할 파출소 및 지구대
가평경찰서는 6개의 파출소를 산하에 두고 있다.
| 명칭       | 사진 | 주소                  | 관할구역 | 치안센터 |
| ---------- | ---- | --------------------- | -------- | -------- |
| 읍내파출소 |      | 가평읍 가화로 38      | 가평읍   |          |
| 북면파출소 |      | 북면 화악산로 6       | 북면     |          |
| 청평파출소 |      | 청평면 청평중앙로 33  | 청평면   |          |
| 상면파출소 |      | 상면 청군로 1101      | 상면     |          |
| 조종파출소 |      | 조종면 현창로 43      | 조종면   |          |
| 설악파출소 |      | 설악면 신천중앙로 115 | 설악면   |          |

## 같이 보기
- 경기도북부경찰청